# ببرها (فیلم)
ببرها (انگلیسی: The Tigers) فیلمی در ژانر مهیج محصول سال ۱۹۹۱ است. از بازیگران آن می‌توان به اندی لاو، تونی لیانگ و ایرن وان اشاره کرد.